# Purlovia
Purlovia é um gênero extinto de herbívoros terapsídeos terocéfalos do fim do Permiano da atual Rússia. Junto com o gênero da África do Sul proximamente relacionado Nanictidops, ele forma a família Nanictidopidae. Fósseis foram encontrados no distrito de Tonshayevsky do oblast de Nijni Novgorod. A espécie-tipo do gênero, Purlovia maxima, foi nomeada em 2011.
Em comparação com outros terocéfalos, Purlovia tem um crânio muito largo graças a uma região temporal alargada. Visto de cima, ele parece vagamente triangular. O crânio tem cerca de 20 centímetros de comprimento, com quase metade do comprimento na região pós-orbital atrás das cavidades oculares. Ele tem grandes dentes caninos e pequenos bucais, ou dentes da bochecha, ao longo de suas grossas mandíbulas superior e inferior. A mandíbula inferior é robusta e curvada para cima, com uma região de sínfise bem desenvolvida onde as duas mandíbulas se encontram.